# Ugartyúk
Az ugartyúk (Burhinus oedicnemus) a madarak osztályának lilealakúak (Charadriiformes) rendjébe, ezen belül az ugartyúkfélék (Burhinidae) családjába tartozó faj.

## Előfordulása
Dél-Európa, Délnyugat-Ázsia és Észak-Afrika homokos, szikes, erdős területein él.

## Alfajai
- Burhinus oedicnemus astutus
- Burhinus oedicnemus distinctus
- Burhinus oedicnemus harterti
- Burhinus oedicnemus indicus
- Burhinus oedicnemus insularum
- Burhinus oedicnemus jordansi
- Burhinus oedicnemus mayri
- Burhinus oedicnemus oedicnemus
- Burhinus oedicnemus saharae
- Burhinus oedicnemus theresae

## Megjelenése
Testhossza 40-44 centiméter, szárnyafesztávolsága 77-85 centiméter, testtömege 430-500 gramm közötti. Tollazata homokszínű, sötétebb mintázattal. Testéhez képest nagy feje és nagy, sárgás szeme van.

## Életmódja
Rovarokkal, sáskákkal és bogarakkal táplálkozik, de a gyíkokat és apró rágcsálókat is megeszi.

## Szaporodása
A földre, sekély mélyedésbe rakja fészkét. Fészekalja 2-3 tojásból áll, melyen 26-27 napig kotlik mind a két szülő. Fiókái fészekhagyók, 35-40 nap múlva válnak önállókká.

## Kárpát-medencei előfordulása
Magyarországon rendszeres fészkelő, rövidtávú vonuló.

## Képek

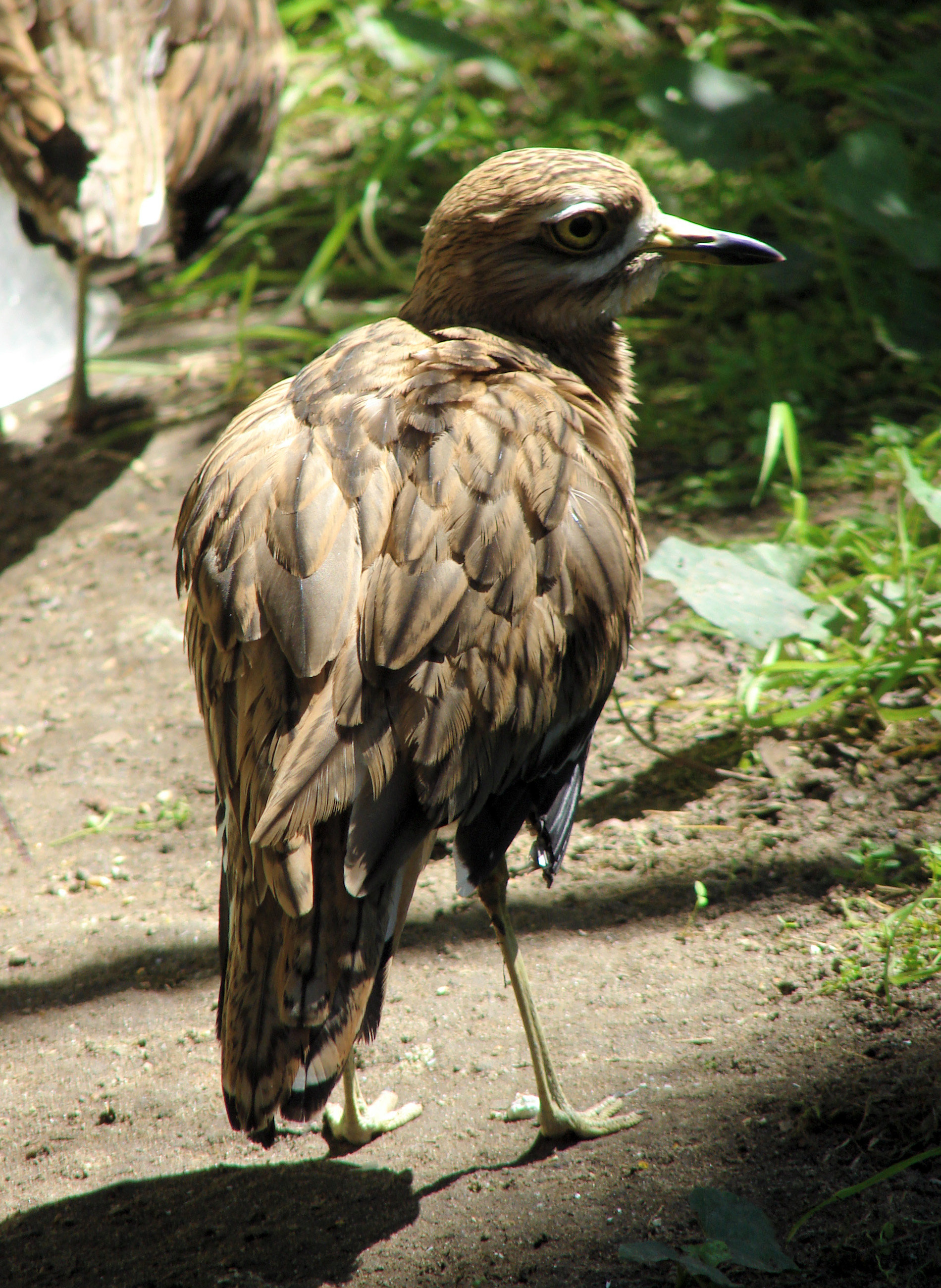
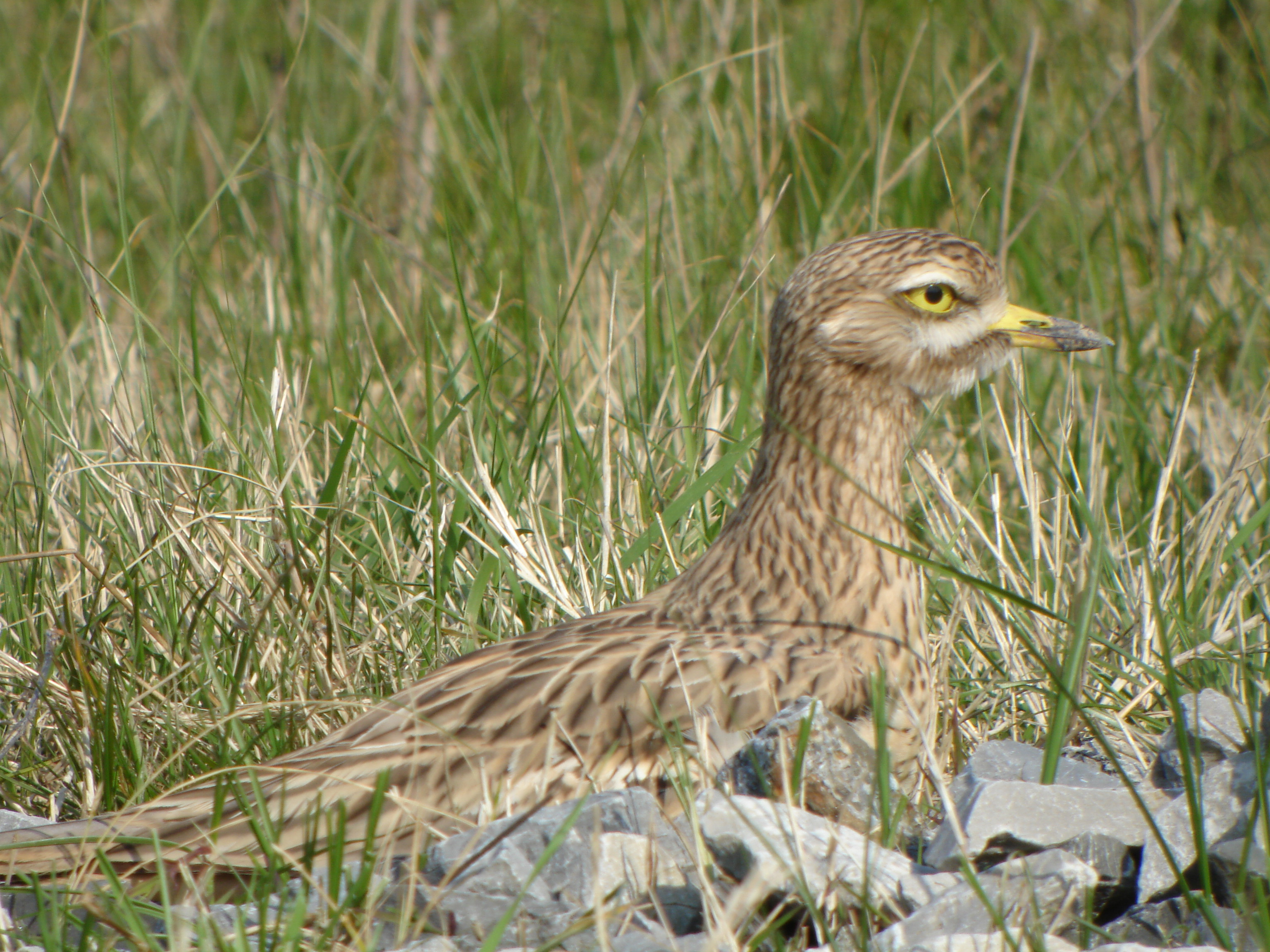
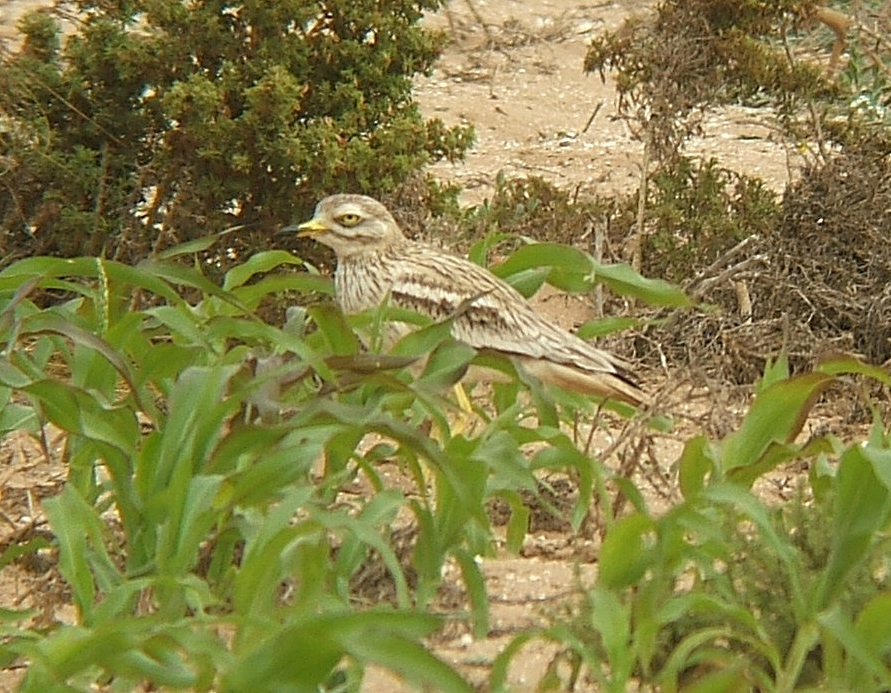
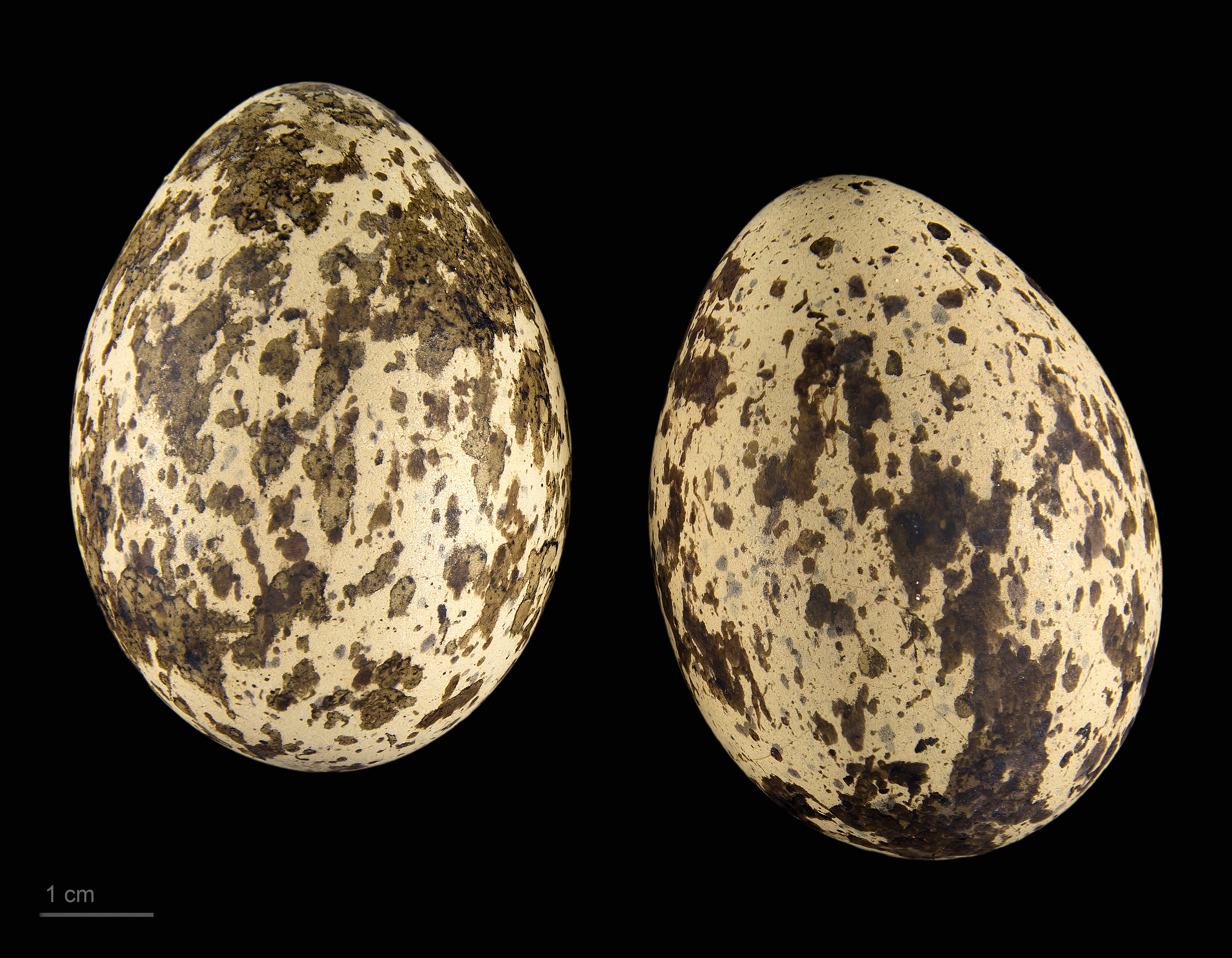
Museum specimen